# El Ciprés, Veracruz
El Ciprés är en ort i Mexiko.   Den ligger i kommunen Ayahualulco och delstaten Veracruz, i den sydöstra delen av landet, 200 km öster om huvudstaden Mexico City. El Ciprés ligger 2 522 meter över havet och antalet invånare är 503.
Terrängen runt El Ciprés är lite bergig. Runt El Ciprés är det ganska tätbefolkat, med 90 invånare per kvadratkilometer. Närmaste större samhälle är Tlanalapan, 15,1 km sydväst om El Ciprés. I omgivningarna runt El Ciprés växer huvudsakligen savannskog.